# Chrysopa tibialis
Chrysopa tibialis is een insect uit de familie van de gaasvliegen (Chrysopidae), die tot de orde netvleugeligen (Neuroptera) behoort. 
Chrysopa tibialis is voor het eerst wetenschappelijk beschreven door Banks in 1914.